# Sungai Raya (Siempat Nempu Hulu)
Sungai Raya is een bestuurslaag in het regentschap Dairi van de provincie Noord-Sumatra, Indonesië. Sungai Raya telt 2471 inwoners (volkstelling 2010).